# Montjovis
Le quartier de Montjovis est un quartier de la ville française de Limoges (Haute-Vienne). Situé au nord-ouest du centre-ville, il est localisé sur une éminence topographique à laquelle il doit son nom.
Son histoire, marquée par la religion chrétienne, et sa sociologie populaire et industrielle aux XIXe et XXe siècles, en font un quartier emblématique de l'identité limougeaude.

## Géographie

### Situation et topographie

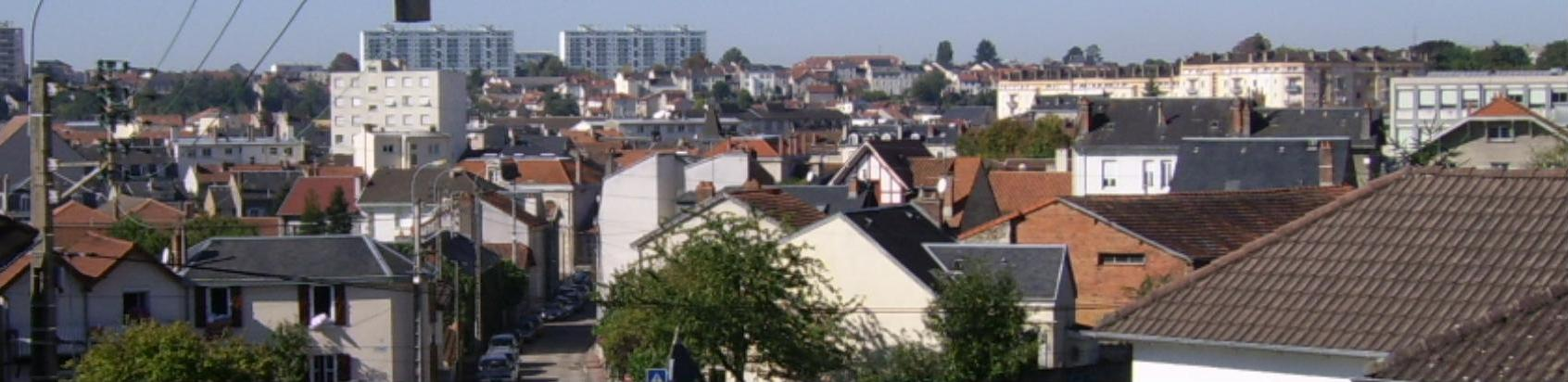
Vue sur le quartier depuis le secteur Carnot-Marceau. Au loin, la cité Montjovis.

Sans disposer de limites rigoureusement définies, le quartier Montjovis domine le centre-ville de Limoges, qui se trouve au sud-est. À l'ouest, le quartier s'étend jusqu'à l'avenue Albert-Thomas et l'emprise du domaine universitaire de la Borie. Au nord-ouest, il est prolongé par les quartiers de Corgnac et du Vigenal, de l'autre côté du boulevard de ceinture. Plein nord, il finit à Beaublanc, au niveau de la cité-jardin qui fait face au palais des sports. Au nord-est, à partir de l'avenue Émile-Labussière et du parc Victor-Thuillat, commencent les quartiers de Louyat et du Mas-Loubier. À l'est, enfin, l'emprise des voies ferrées de la gare Montjovis, qui elle-même borde une nette déclivité, forme une rupture plus franche avec le quartier Carnot-Marceau (25 m de décrochement environ). Suivant cette description, sa superficie avoisine 1 km2.
L'avenue Montjovis (route de Poitiers) et l'avenue des Ruchoux (route de Saint-Gence), globalement parallèles, constituent les deux axes centraux du quartier, d'orientation approximativement nord-sud.
Montjovis est habituellement décrit comme un quartier reposant sur l'une des principales collines de Limoges, traditionnellement présentées au nombre de sept depuis le XIXe siècle et, notamment, les travaux du docteur Henri Boulland, médecin spécialiste des liens entre l'urbanisme et l'hygiène. Son point culminant atteint 319 m, entre la rue de l'Ermitage et la rue Jean-Baptiste Blanc, tandis que le centre-ville oscille en moyenne entre 270 et 290 m, d'est en ouest.

### Urbanisme
L'urbanisme du quartier est dominé par la fonction résidentielle, partagée entre un habitat pavillonnaire du début du XXe siècle, plusieurs opérations ayant permis la création de logements collectifs, et quelques édifices commerciaux et techniques. Historiquement très présente, la fonction industrielle demeure visible à travers quelques rares bâtiments, pour certains emblématiques, comme le four à porcelaine Raynaud.

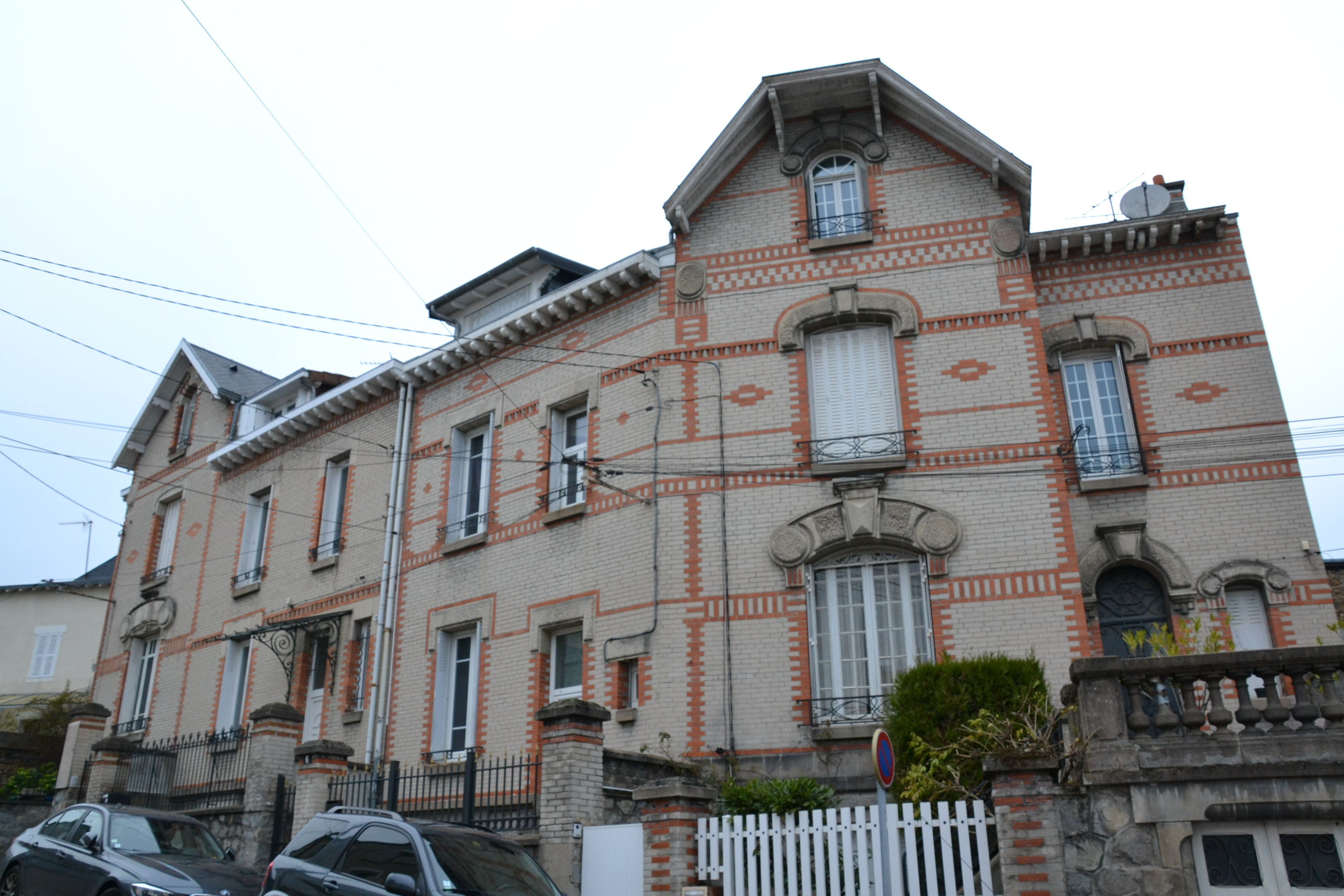
Rue de l'Ermitage.
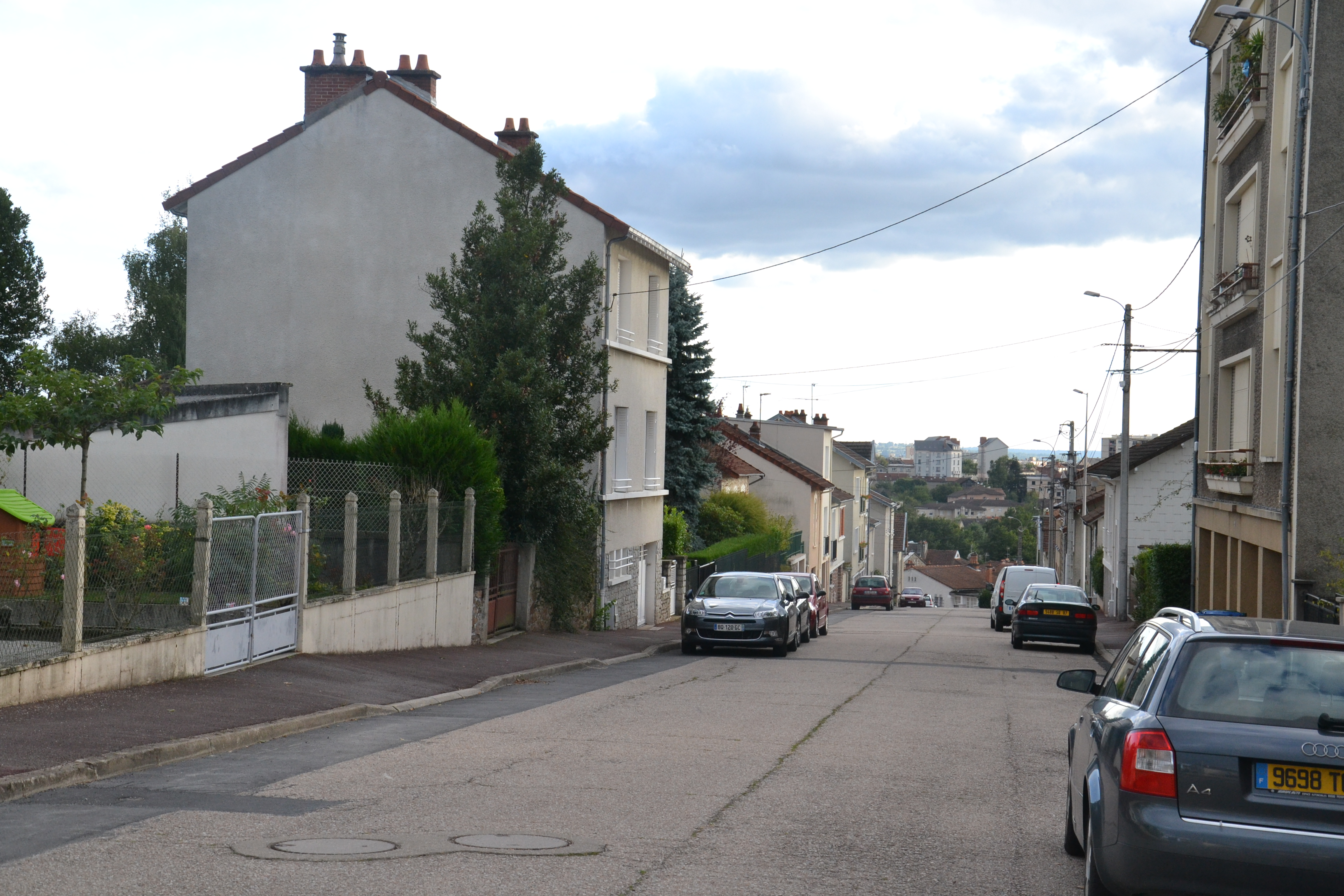
Rue du Clos-les-Brunes.

## Toponymie
Une première hypothèse étymologique, aujourd'hui controversée, attribue le nom de la colline à un culte antique à destination de Jupiter (Mons Jovis). Une théorie plus acceptable réside en la présence d'une montjoie, sorte de cairn balisant un itinéraire ou un lieu de pèlerinage religieux. En 835, l'appellation monte Gaudii est attestée. En 994, on répertorie mons Gaudii.

## Histoire

### Période antique et haut Moyen âge
Le site de Montjovis est historiquement traversé par un axe majeur qui relie Limoges à Poitiers et Tours, déjà à l'époque antique. Cette route rejoignait l'une des principales entrées de la ville, la porte Montmailler. Cette particularité en fait un lieu de passage reconnu.

### Le «miracle des Ardents»

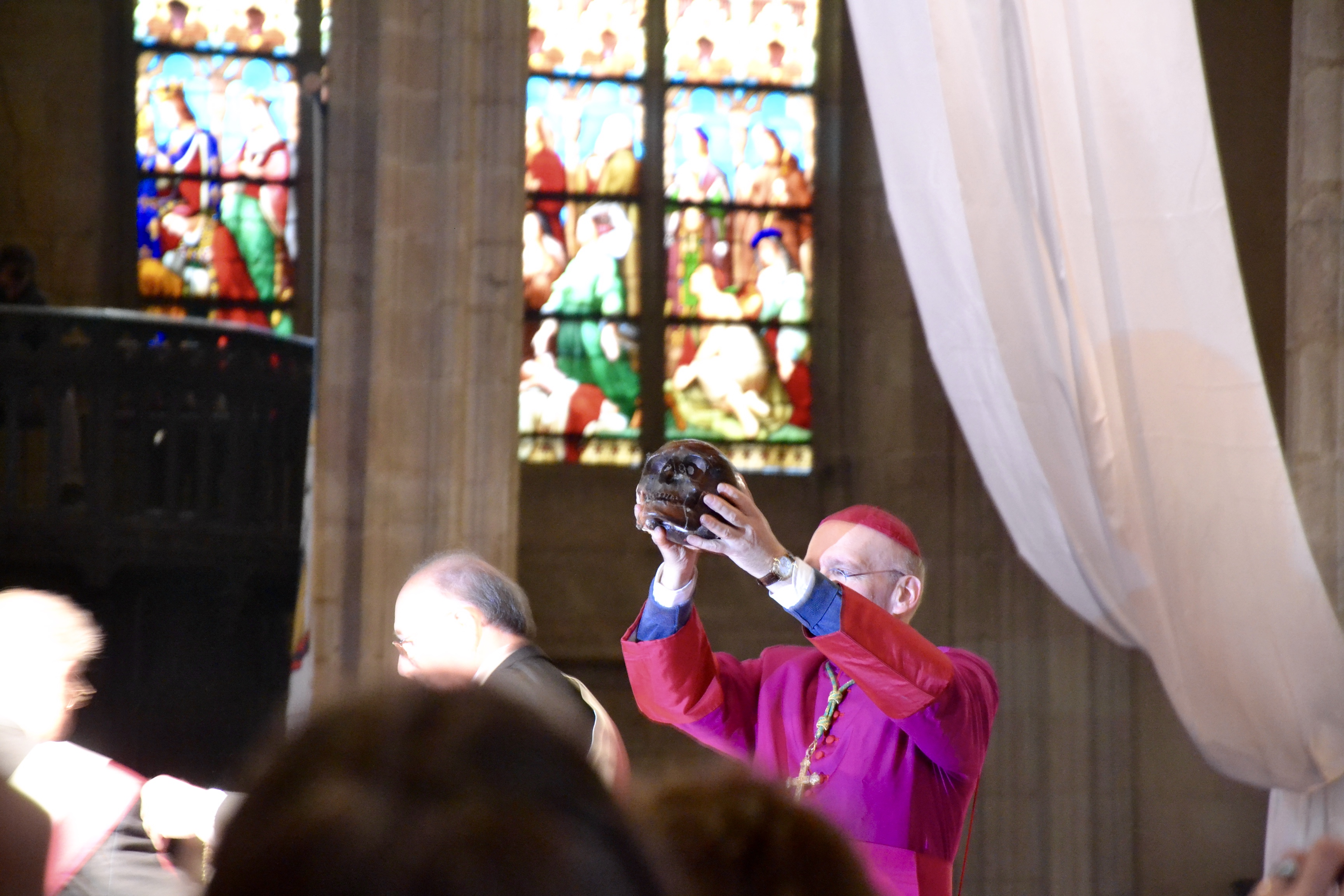
Ostension du chef de saint Martial, en 2016.

L'histoire de Montjovis demeure fortement liée à un épisode majeur de l'histoire de Limoges et du Limousin, constitutif de l'identité spirituelle et culturelle du territoire, à savoir l'épidémie d'ergotisme, dite « mal des Ardents », qui sévit dans la région en 994.
La chronique d'Adémar de Chabannes, moine défenseur de l'apostolicité de saint Martial, premier évêque de Limoges, qui aujourd'hui n'est plus admise, évoque l'épisode miraculeux qui aurait permis la disparition de l'épidémie, à savoir l'exposition en novembre 994 des reliques de plusieurs saints, dont Martial, au sommet du Mont Jovis. Cette séquence inaugure la tradition des Ostensions, occasionnelles jusqu'au XIVe siècle, septennales à compter de 1519, et toujours en vigueur au XXIe siècle. L'épisode, et les pèlerinages réguliers qui lui font suite, associés à la proximité de la route de Poitiers, justifient la visite de personnages illustres au fil des siècles, comme le roi Charles VII en 1439, en provenance du Dorat, ou Henri IV en 1604.

### Lieu de pèlerinage
L'exposition des reliques en 994 donne lieu à la fondation d'un petit oratoire, dépendant de l'église-abbatiale de l'abbaye Saint-Martial, haut lieu de dévotion établi environ 1 km au sud-est. Il est possible qu'il existât déjà un petit édifice religieux avant le Xe siècle. Une véritable église, dite Saint-Martial de Montjovis, est attestée à partir du XIe siècle ou XIIe siècle, bordé d'un ermitage, d'un cimetière et de terrains cultivés. Elle devient siège d'une paroisse. L'ermitage subsiste encore de nos jours dans le nom de deux rues : rue de l'Ermitage et rue du Désert, lequel se réfère à la solitude à laquelle l'ermite doit consentir.
En 1619, la confrérie des Pénitents Feuille-Morte est fondée auprès de l'église. Cette création s'inscrit dans le mouvement fervent de la Contre-Réforme, vif à Limoges, qui voit naître plusieurs autres confréries de pénitents.

### Période révolutionnaire
Lorsque survient la Révolution, des processions ont toujours lieu entre la ville et Montjovis, pour les Rogations précédant l'Ascension. Ces célébrations reprennent au XIXe siècle. L'église de Montjovis est toutefois démolie ; la cure est vendue, le cimetière oublié, les cloches sont fondues et la relique de saint Martial qui s'y trouve — une dent — est rapatriée à l'église Saint-Michel-des-Lions, qui aujourd'hui encore conserve l'ensemble des reliques du saint. La paroisse est incorporée à la nouvelle commune de Limoges.

### Époque industrielle

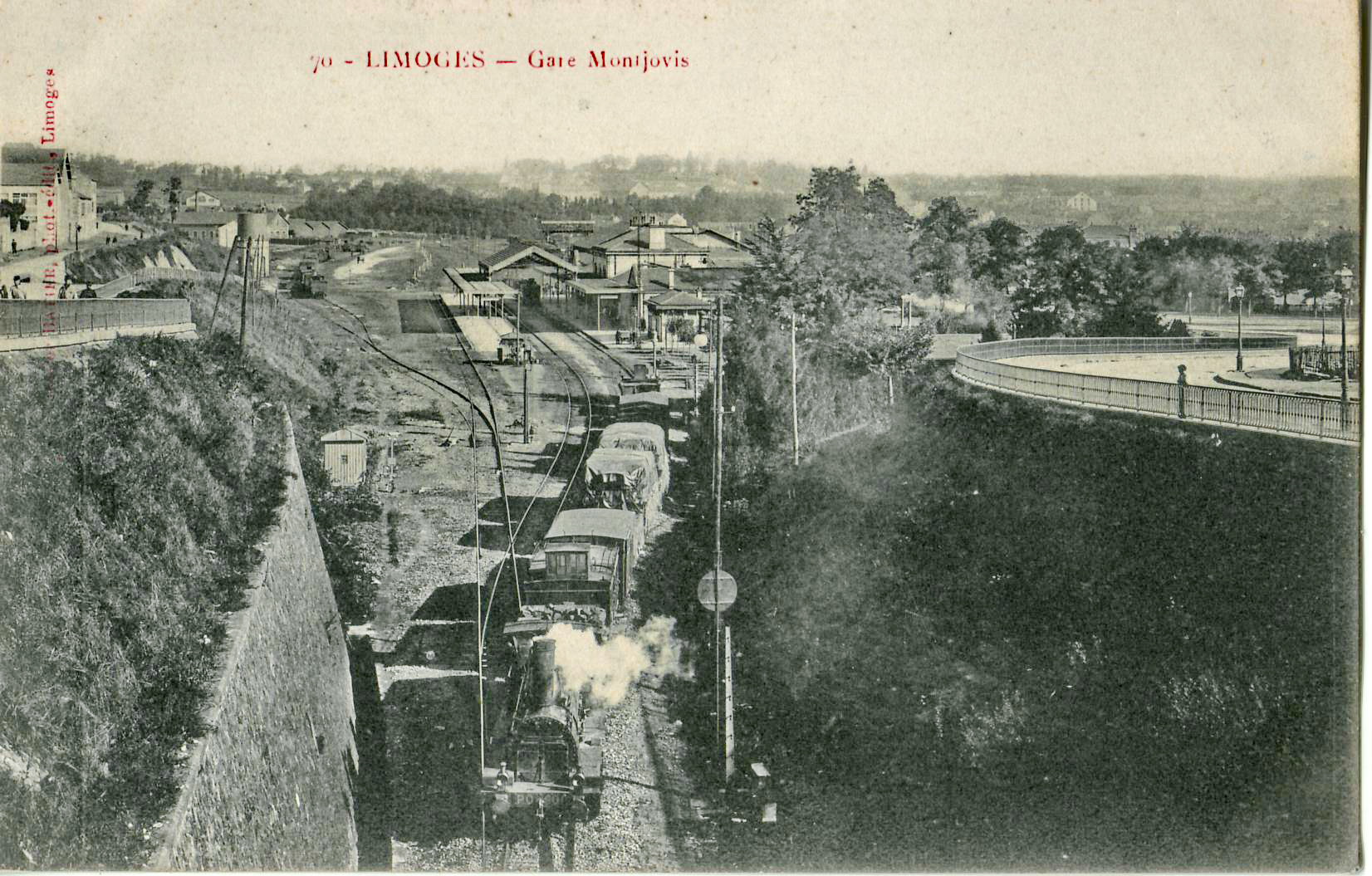
La gare Montjovis en pleine activité (fin XIXe siècle ou début XXe siècle).

La mise en service de la gare de Limoges-Montjovis en 1875 dynamise le quartier. Initialement tête de pont des relations vers la façade atlantique, la gare demeure toutefois d'importance secondaire avec son raccordement rapide à la gare des Bénédictins. Son trafic de marchandises est toutefois notable, du fait du fort développement concomitant de plusieurs usines dans le quartier, faisant de Montjovis l'un des principaux faubourgs manufacturiers et ouvriers de Limoges. Parmi les principales entreprises figurent notamment des usines de porcelaine comme Raynaud ou Ahrenfeldt,.
En 1878, une imposante bâtisse bourgeoise est édifiée sur le point le plus haut de la colline. Elle comprend des éléments architecturaux issus de l'ancien couvent des Feuillants de Limoges.
En 1908, le quartier accueille la toute première résidence d'habitat social public de la ville, l'immeuble dit « de l'Étoile », émanation de la société d'habitat à bon marché du même nom, dirigée par l'élu Victor Thuillat. Situé rue Monthyon, le bâtiment est l'œuvre de l'architecte Omer-Lucien Treich (1863-1948), et demeure dans le parc locatif des HLM de Limoges en 2025. À proximité immédiate, l'équipement bénéficie initialement de bains-douches.

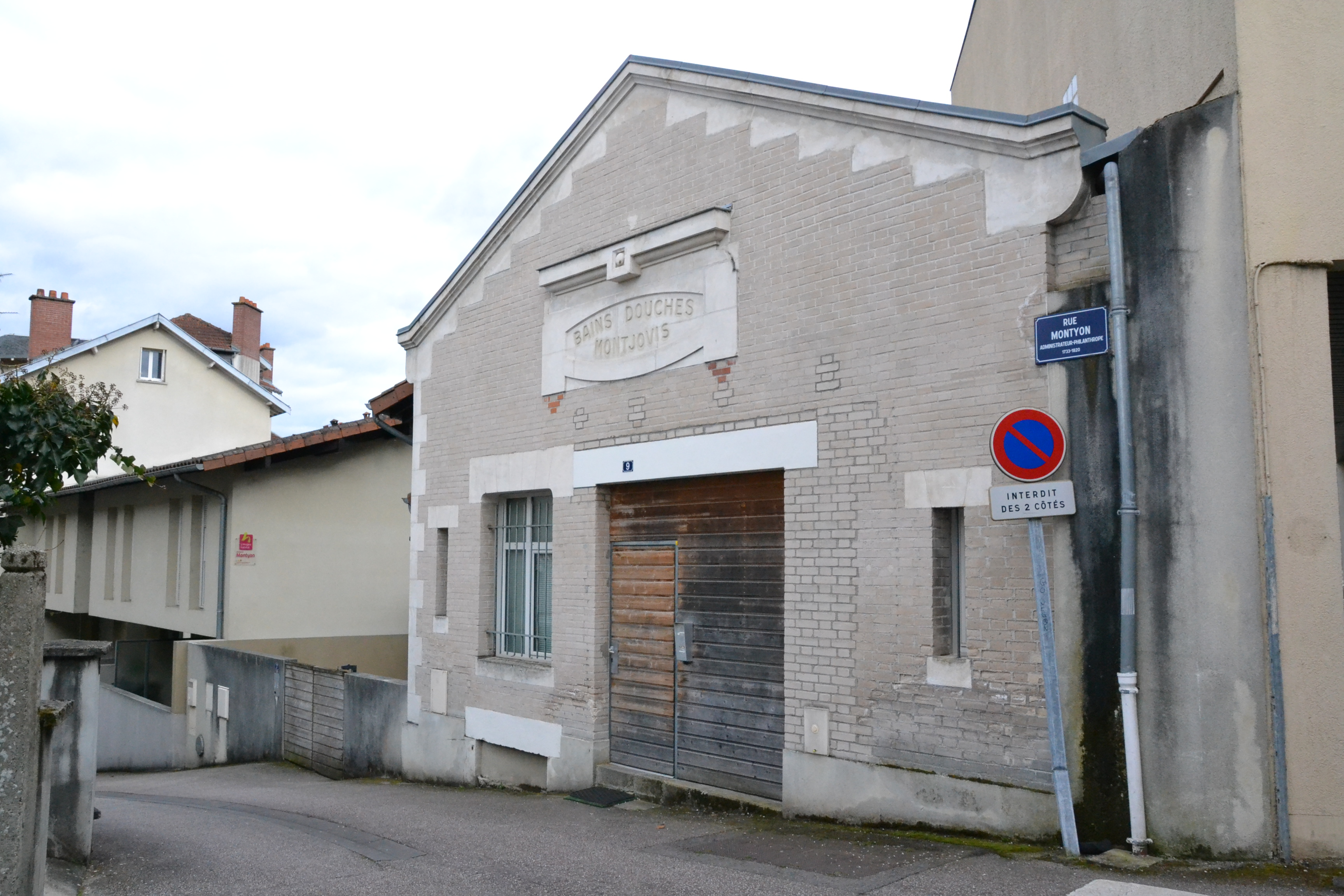
Anciens bains-douches.
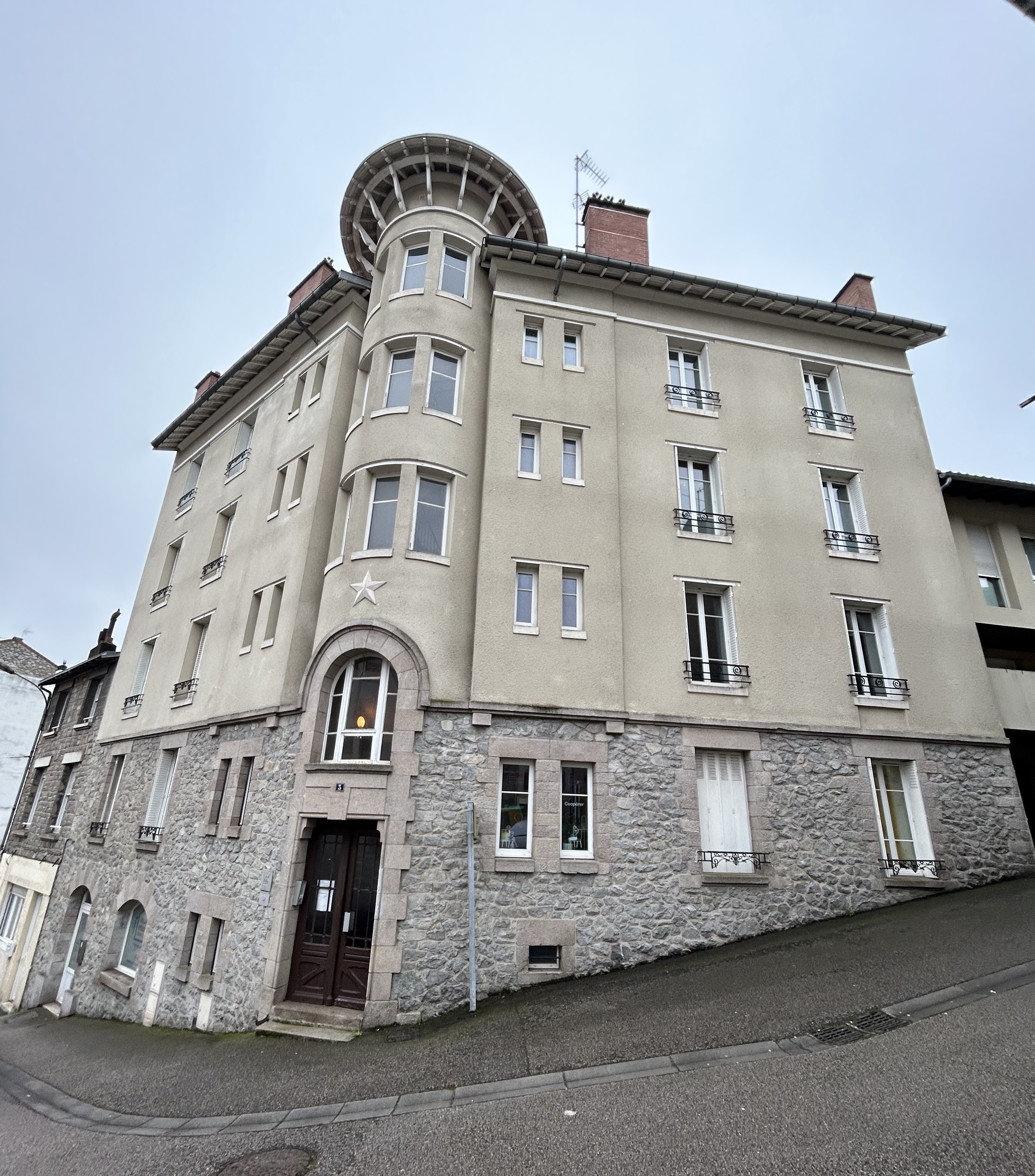
L'immeuble de l'Étoile.

### XXIesiècle
Au début du XXIe siècle, le quartier fait l'objet d'une valorisation patrimoniale à travers des visites commentées assurées par l'office de tourisme de Limoges, et insistant sur les héritages ouvriers et l'histoire sociale.

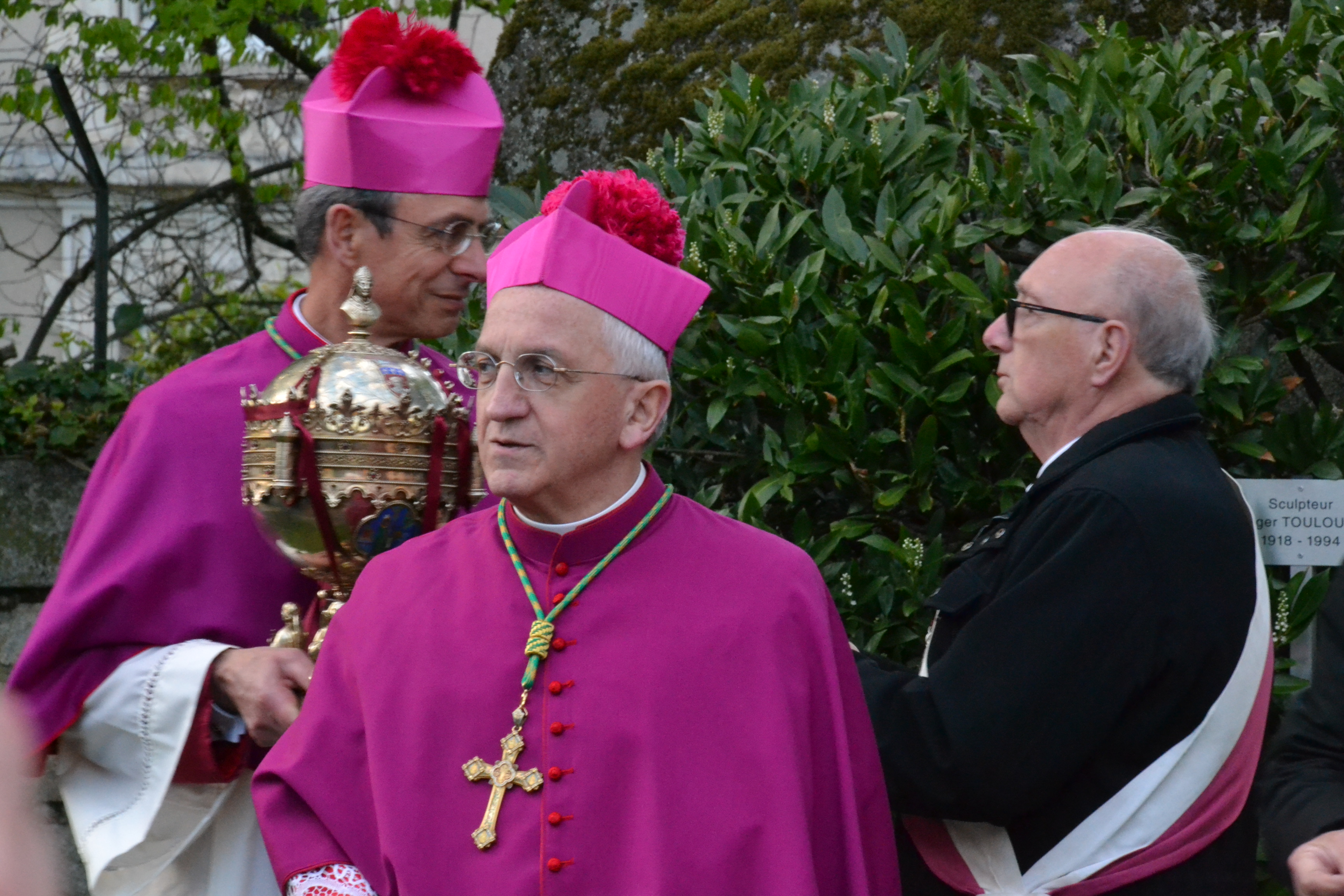
Départ de la procession des ostensions septennales d'avril 2023, depuis la colline de Montjovis, en présence de l'évêque Pierre-Antoine Bozo et du nonce apostolique Celestino Migliore.

## Lieux et monuments

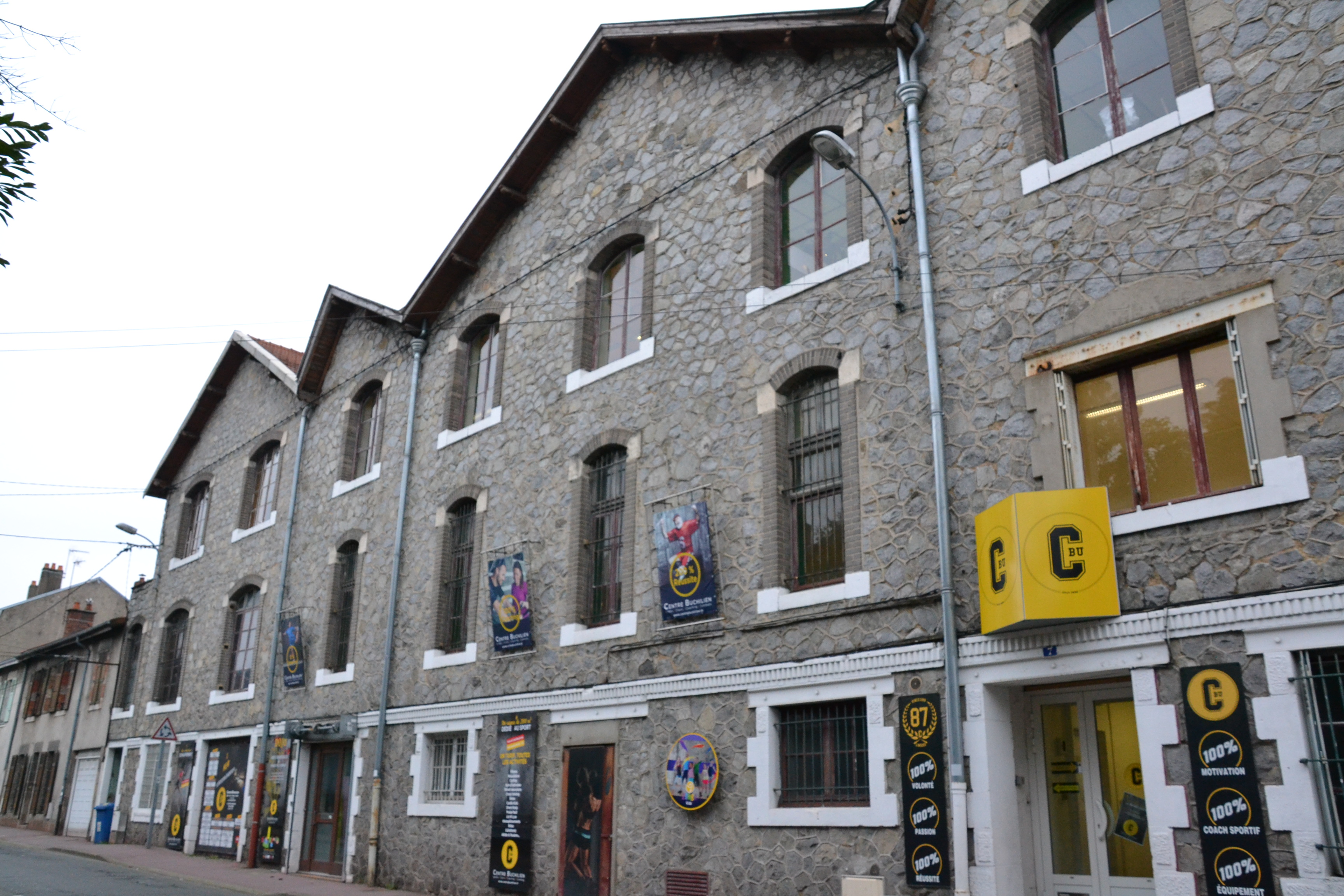
Ancienne usine de la rue Croix-Buchilien.

Le patrimoine industriel et ouvrier est représenté par quelques anciens sites requalifiés, comme un four à porcelaine de l'ancienne usine Raynaud, aujourd'hui intégré à une résidence privée, ou l'ancienne usine de confection Veyrier Montagnères, rue Croix-Buchilien, reconvertie en logements et salle de sport.
Le quartier dispose d'un lieu de culte catholique, l'église Sainte-Thérèse, édifiée en 1949 sur un terrain acquis grâce aux dons des fidèles du quartier. Sa création est indissociable de l'identité ouvrière de Montjovis ; l'édifice abrite notamment un ciboire en porcelaine réalisé par un porcelainier du quartier, et son chemin de croix est lui aussi constitué de plaques de porcelaine.
Le point culminant de la colline, où se trouvait l'église de Montjovis jusqu'à la Révolution, accueille aujourd'hui un petit square et une sculpture contemporaine, œuvre de Roger Toulouse inaugurée en 1977 et représentant la figure de saint Martial. Cet ensemble est désigné par le nom de « mémorial des Ardents » ou « mémorial Saint-Martial des Ardents ».
Parmi les autres édifices principaux du quartier, figurent l'ancienne caserne Beaublanc, le stade Montjovis ou la friche hospitalière du Colombier.

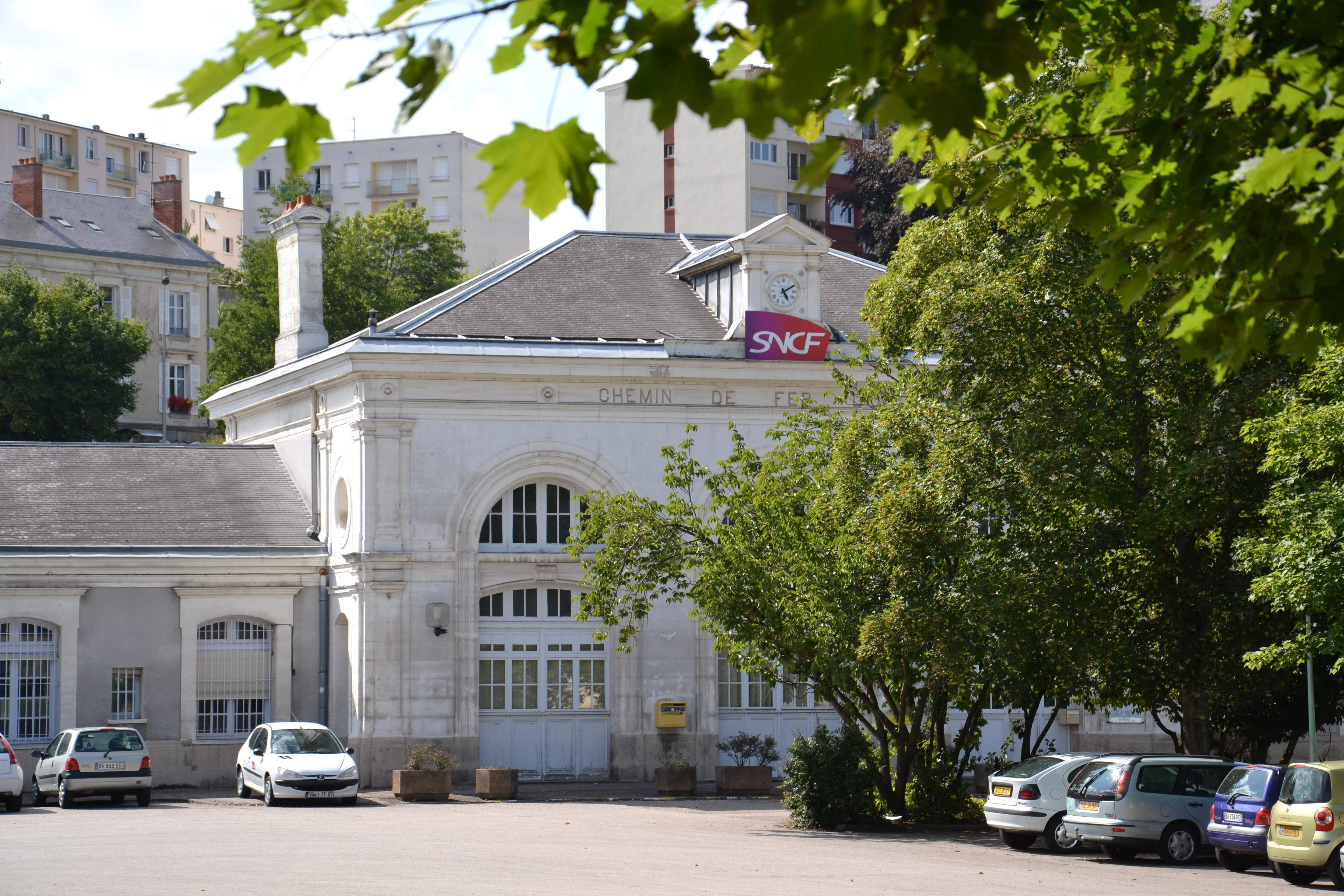
La gare Montjovis.
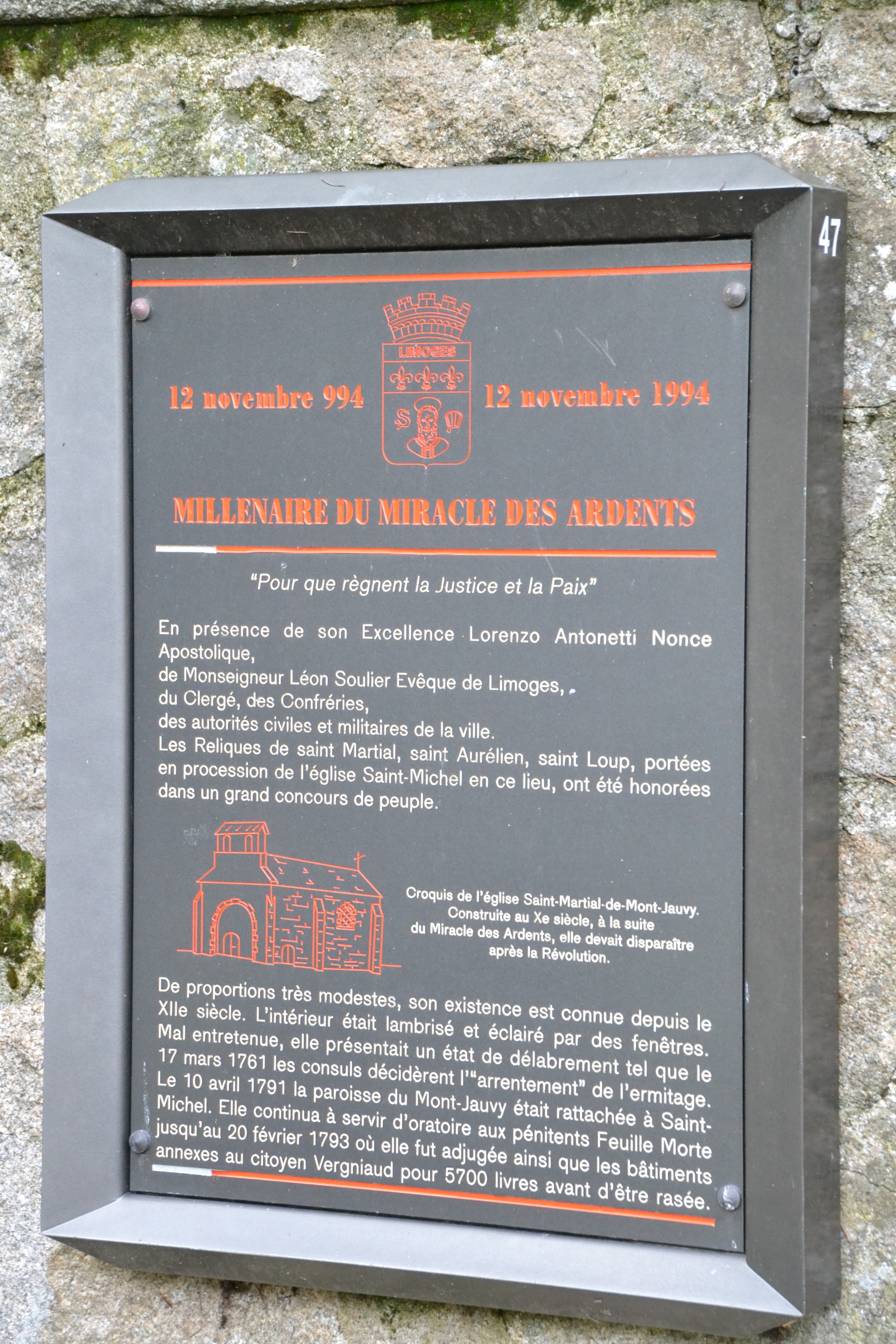
Plaque du mémorial des Ardents.
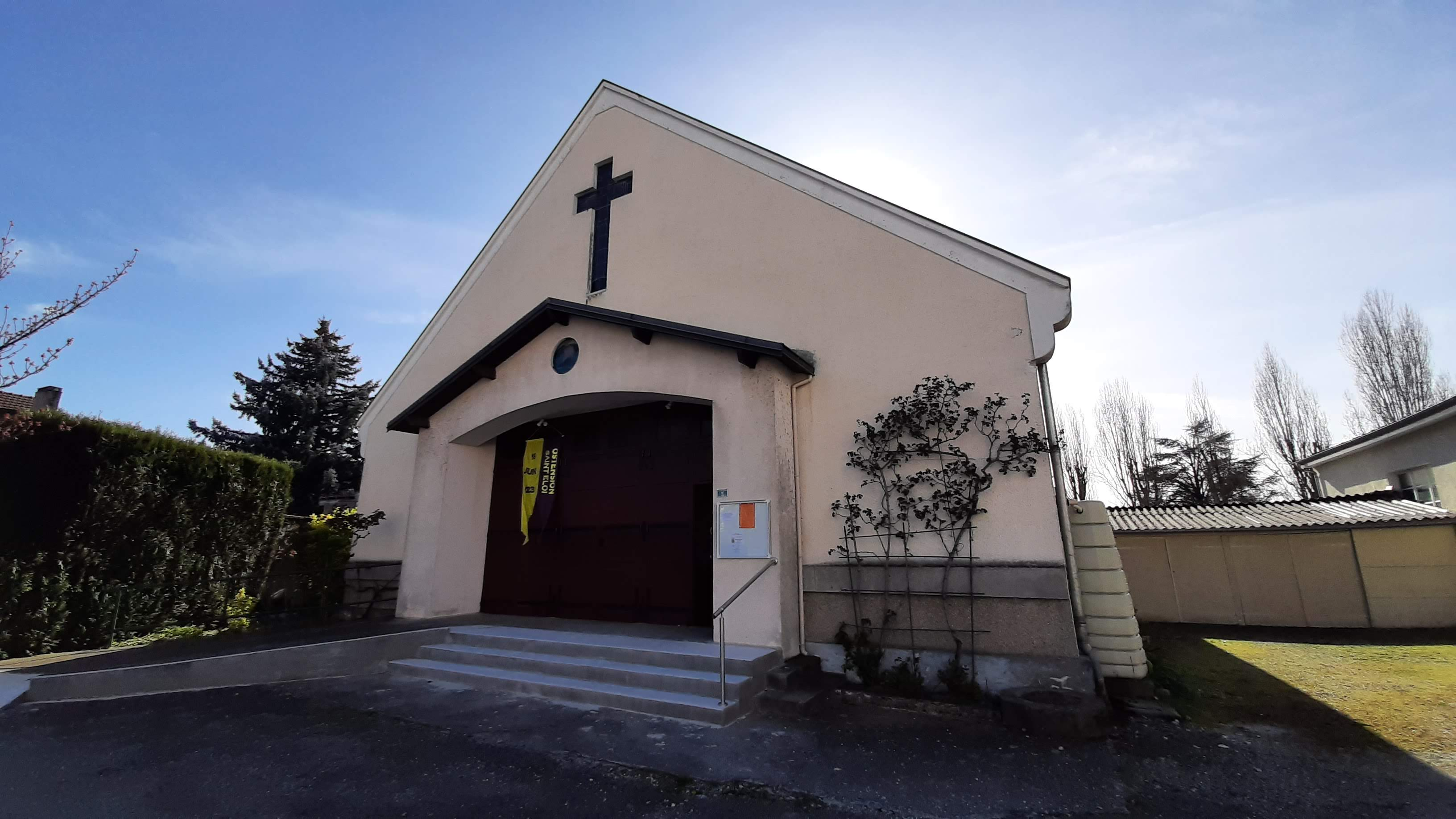
L'église Sainte-Thérèse (extérieur)
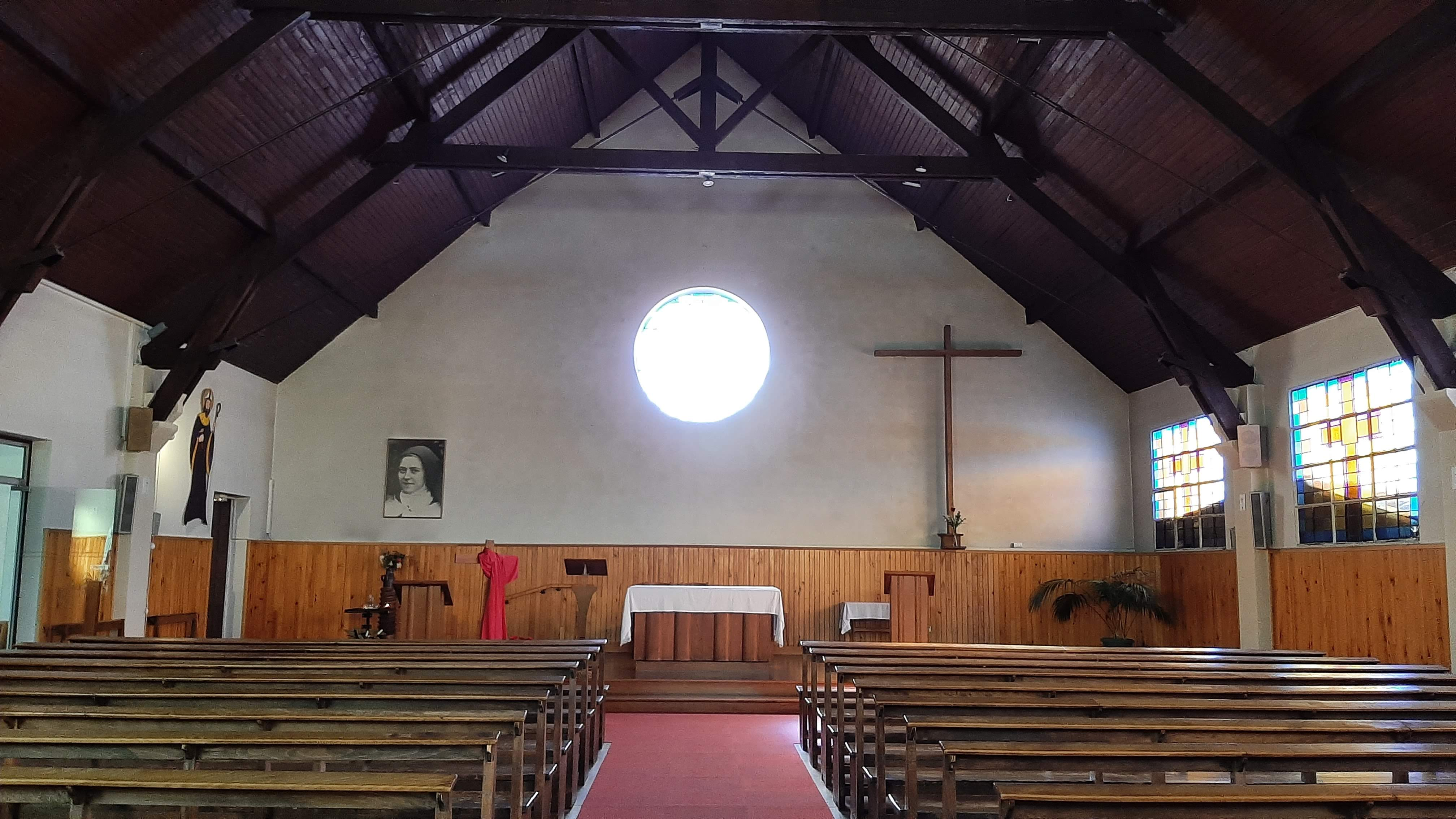
L'église Sainte-Thérèse (intérieur)

## Le quartier dans les arts et la littérature
Le quartier apparaît dans l'œuvre autobiographique du poète et romancier Georges-Emmanuel Clancier, natif de Limoges, notamment Un jeune homme au secret (1989),.